# Saint-Marcouf (Mancha)
 Saint-Marcouf  es una población y comuna francesa, situada en la región de Baja Normandía, departamento de Mancha, en el distrito de Cherbourg-Octeville y cantón de Montebourg.

## Demografía
| 646 | 549 | 692 | 844 | 811 | 801 | 749 | 644 | 701 | 700 | 701 | 676 | 678 | 647 | 628 | 640 | 483 | 684 | 675 | 632 | 562 | 535 | 503 | 545 | 438 | 483 | 492 | 506 | 390 | 371 | 332 | 376 | 334 |
| Para los censos de 1962 a 1999 la población legal corresponde a la población sin duplicidades (Fuente: INSEE [Consultar]) |     |     |     |     |     |     |     |     |     |     |     |     |     |     |     |     |     |     |     |     |     |     |     |     |     |     |     |     |     |     |     |     |